# Zamarada calliope
Zamarada calliope là một loài bướm đêm trong họ Geometridae.